# Palazzo Sluško
Palazzo Sluško (in lituano Sluškų rūmai; in polacco Pałac Słuszków), situato a Vilnius, in Lituania, è un edificio realizzato in stile barocco situato sulla riva sinistra del fiume Neris nel distretto cittadino del centro storico e facente un tempo parte di Antakalnis.

## Storia
Il palazzo fu eretto nel 1690-1700 dal voivoda di Połock Dominik Słuszko della famiglia Ostoja, che ordinò di creare una penisola artificiale sul Neris allo scopo di costruire in loco un edificio. La penisola venne formata dal terreno estratto dalla collina che separa Antakalnis dal complesso dei castelli di Vilnius. Inizialmente, le facciate del palazzo erano unite da un gigantesco ordine di paraste ioniche che incorniciavano enormi finestre. Si ritiene che i lavori di decorazione del palazzo siano stati eseguiti da Michele Arcangelo Palloni e Giovanni Pietro Perti, gli architetti del palazzo.
I governanti polacco-lituani erano soliti soggiornare nel palazzo durante le loro visite in città dopo che il palazzo reale affrontò dei danni. Lo zar russo Pietro il Grande rimase e fece stabilire qui la sua residenza a Vilnius nel 1705 e nel 1708.
Dopo la morte di Słuszko, il palazzo passò in mano alla famiglia principesca Puzyna (di stirpe rjurikide) dal 1727 e poi ai Potocki dal 1745. I monaci scolopi acquistarono l'edificio nel 1756 e fondarono una collegiata e una tipografia; in seguito, fu acquistato da Michał Ogiński nel 1766 e ricostruito da Pietro Rossi. La struttura dovette affrontare la confisca dal governo zarista nel 1794 e la conversione in una normale residenza, salvo poi ospitare una fabbrica di birra di Dominik Zajkowski dal 1803 fino al 1831, quando il palazzo rimase direttamente in gestione dei militari zaristi. Si procedette in quella fase a una riorganizzazione architettonica, in quanto i piani furono ridivisi in quattro e alcune stanze andarono adoperate come prigione militare dal 1872. I ricchi interni ed esterni originali del palazzo non sono sopravvissuti.

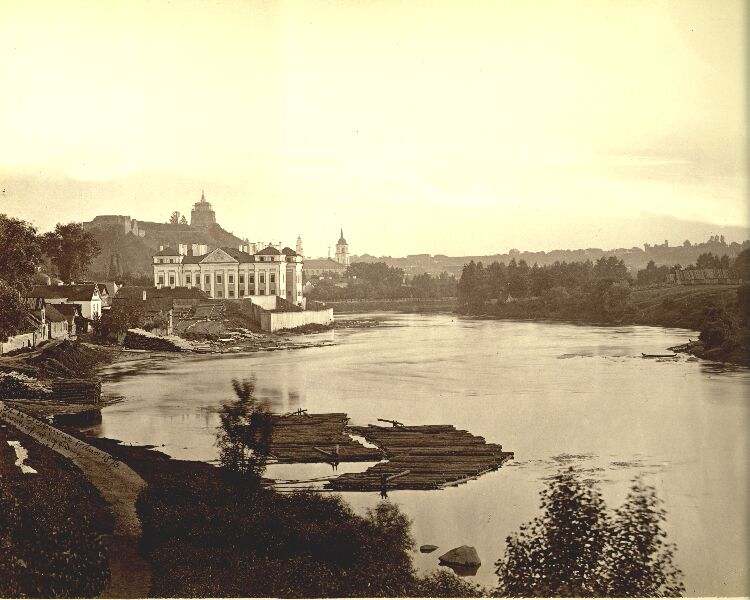
Palazzo Sluško nel 1873

Oggi esso ospita l'Accademia lituana di musica e teatro: nel frattempo, sono in corso i lavori di restauro delle dipendenze e si prevede di affiancare il palazzo principale. Si prevede che il palazzo riacquisti la sua originale disposizione a due piani principali e le originali finestre in stile barocco.